# Cribrilaria mikelae
Cribrilaria mikelae is een mosdiertjessoort uit de familie van de Cribrilinidae. De wetenschappelijke naam van de soort is, als Puellina mikelae, voor het eerst geldig gepubliceerd in 2006 door Harmelin.